# Hoplunnis schmidti
Hoplunnis schmidti is een  straalvinnige vissensoort uit de familie van toveralen (Nettastomatidae). De wetenschappelijke naam van de soort is voor het eerst geldig gepubliceerd in 1860 door Johann Jakob Kaup.
De soort staat op de Rode Lijst van de IUCN als niet bedreigd, beoordelingsjaar 2009.